# Múscul llarg del cap
El múscul llarg del cap (musculus longus capitis) o múscul recte anterior major del cap, és un múscul situat a la part anterior de la columna vertebral. És més ample de dalt que de baix; sorgeix a partir de quatre fulles tendinoses, originades en el tubercle anterior de l'apòfisi transversa de la tercera a la sisena vèrtebra cervical. En la part superior convergeix amb el cap del seu paral·lel del costat oposat, per inserir-se en la porció basilar de l'os occipital. Està innervat per una de les branques del plexe cervical.
El múscul llarg del cap té diverses accions:
- Quan actua de manera unilateral flexiona lateralment el cap i el coll i gira el cap.
- Quan actua de manera bilateral flexiona el cap i el coll.

## Imatges

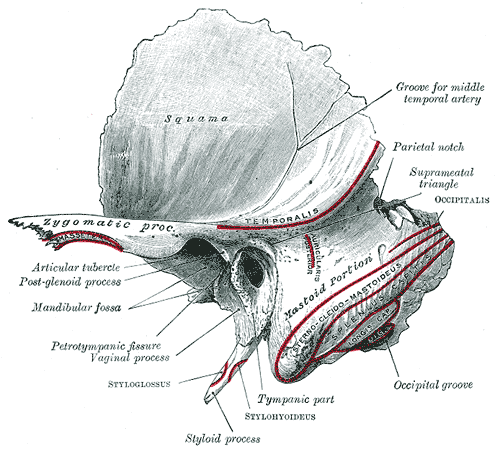
Os temporal esquerre.
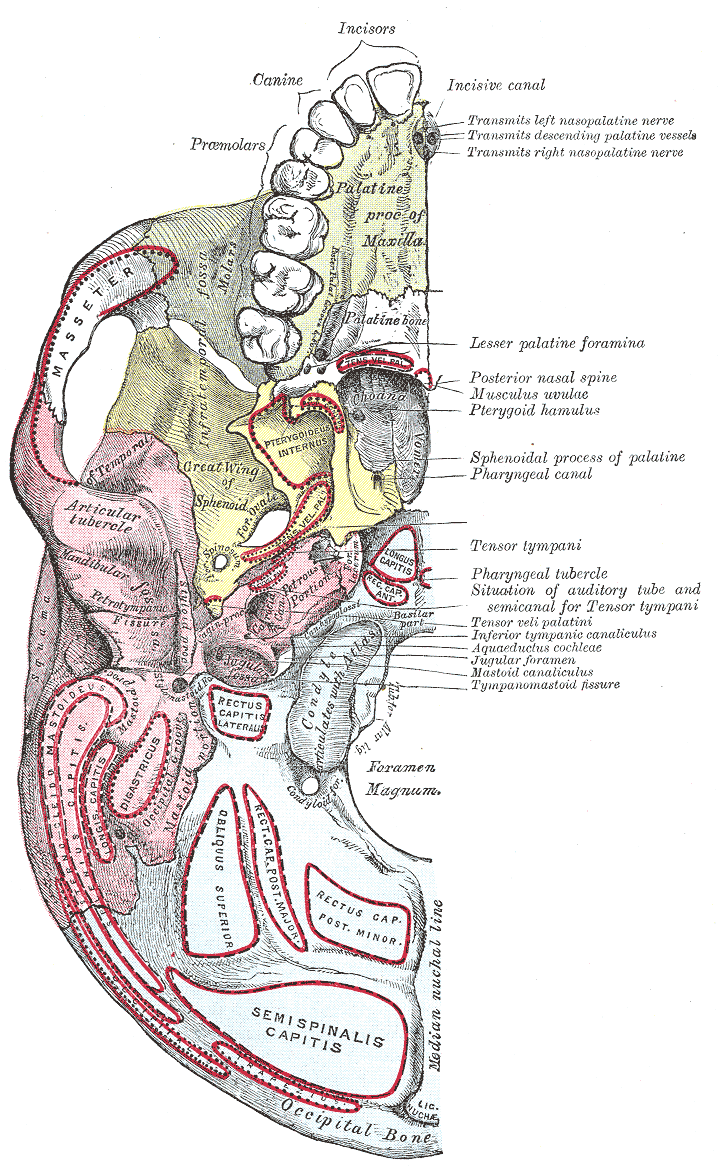
Base del crani. Superfície inferior.
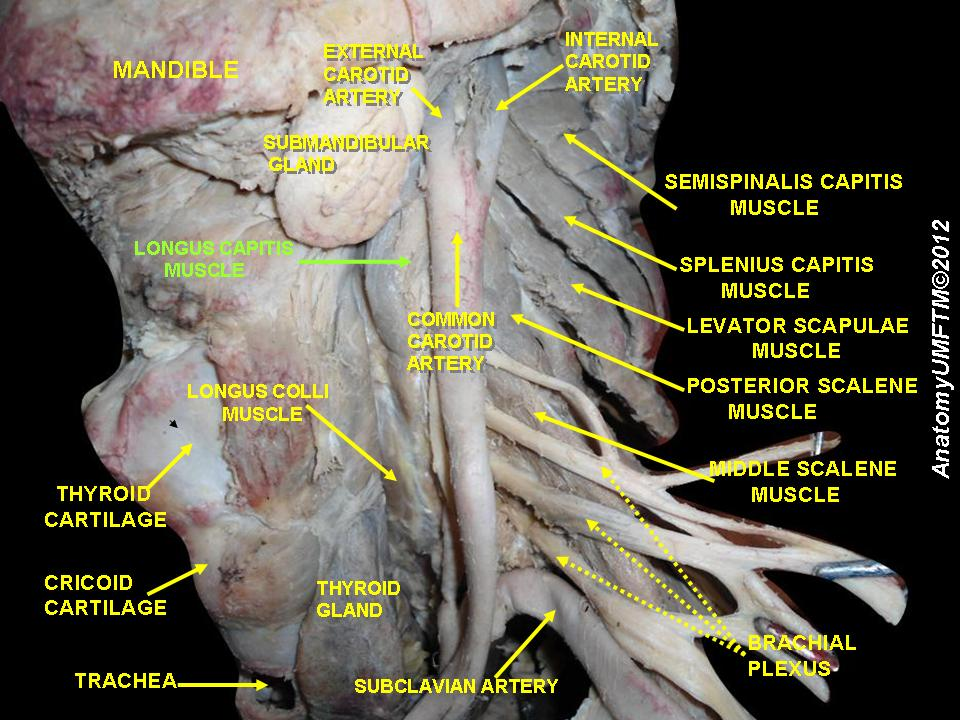
Múscul llarg del cap.